# Eriozancla trachyphaea
Eriozancla trachyphaea är en fjärilsart som beskrevs av Edward Meyrick 1921. Eriozancla trachyphaea ingår i släktet Eriozancla och familjen äkta malar. Inga underarter finns listade i Catalogue of Life.